# 錫利卡特內
锡利卡特内（羅馬化：Silikatnyy）是俄罗斯乌里扬诺夫斯克州的市级镇，为该州先吉列伊区第三大聚居地。地处乌里扬诺夫斯克州中偏西北部，位于区行政中心先吉列伊西北、州府乌里扬诺夫斯克南方，北侧有同属一区的市级镇红古利亚伊。东北距伏尔加河上的古比雪夫水库约18公里。
该地2022年人口有2,592人；2010年人口2,989；2002年人口3,646；1989年人口4,099。